# Antonio de la Haza
Antonio Ambrosio de la Haza Rodríguez (Paita, 27 de diciembre de 1825-Lima, 24 de noviembre de 1891) fue un marino peruano. Fue comandante general de Marina (1878-1879).

## Biografía
Hijo del capitán de navío Manuel de la Haza Martínez y de Ana María Rodríguez. Su padre, de origen vasco, llegó a Lima siendo niño, sirviendo primero en la marina colonial, para luego asentarse en Piura y naturalizarse peruano. 
A la edad de 13 años empezó a navegar en la marina mercante, viajando a México y Chile. En 1841 se incorporó a la marina de guerra, sirviendo a bordo del bergantín Constitución, y luego en la corbeta Yungay. 
Era ya teniente segundo, cuando se embarcó en la goleta Alerta, pero poco después fue dado de baja por razones políticas y desterrado a Centroamérica (1843).
En 1845 fue readmitido, sirviendo a bordo del pailebote Vigilante. En 1846 pasó a la goleta Libertad.
En 1849 se hallaba sirviendo en el bergantín General Gamarra cuando dicho buque fue enviado a la costa de California para proteger a los ciudadanos peruanos durante la llamada fiebre del oro. Permaneció en el Gamarra hasta 1851, cuando se le confió el mando del vapor Titicaca, siendo ascendido a teniente primero. 
En 1852 volvió a la goleta Libertad. En 1854 pasó a ejercer el mando de la goleta Héctor, como capitán de corbeta.
En 1853 tomó el mando del bergantín Almirante Guise y en 1858 era ya capitán de fragata. Participó en el bloqueo de Guayaquil, durante la campaña del Ecuador (1858-1859).
En 1868 era ya contralmirante y comandante general de la Escuadra. En 1872 viajó comisionado a Europa y Estados Unidos.
Durante el segundo gobierno constitucional de Mariano Ignacio Prado fue ministro de Guerra y Marina (1877) y comandante general de Marina (1878-1879), siendo sucesor del entonces capitán de navío Miguel Grau.
Durante la guerra del Pacífico, participó en la defensa del Callao ante el bloqueo de la escuadra chilena, donde servía su sobrino Carlos Condell. Se casó con Micaela Campos Gorostidi; hija de Felix María Campos y de Josefa Gorostidi Seminario quien en segundas nupcias se casó con el General Antonio de la Guerra Montero.